# Динамо (стрелково-спортивный клуб, Мытищи)
Стрельбище "Динамо" - это стрельбище, располагавшееся в Мытищах. Созданное в 1925 году, масштабно реконструированное в 1957 году, а также в 1979 году к летним Олимпийским играм 1980 года, оно как объект Восточного ядра принимало соревнования по стрельбе и стрельбищную часть соревнований по современному пятиборью.
В 1958 и 1990 годах здесь проводились Чемпионаты мира. В 1984 году Международные соревнования "Дружба-84".
В 2006 году вышло постановление главы Мытищинского района о строительстве нового жилого микрорайона на месте стрельбища. С 2006 года начались судебные тяжбы за стрельбище между новым владельцем и Всероссийским физкультурно-спортивным обществом “Динамо”, которые закончились спустя 10 лет. 18 мая 2016 года стрельбище закрыли.
Сегодня на месте бывшего стрельбища, группа компаний Самолет построила жилой микрорайон "Мытищи Парк". Администрация города увековечила память о славном спортивном прошлом в названиях местных улиц: улица Стрельбище Динамо и улица Стрелковая.